# Крикет

Крикет је тимски спорт налик бејзболу који играју два тима од по једанаест играча. Један тим је у пољу са свих једанаест играча а други у том тренутку има само два ударача на терену. У игри се користи лоптица која се удара палицом а терен је травнато поље приближно елипсоидног облика. На средини се налази правоугаоно поље а са обе стране поља се налазе по три дрвена штапа (Vicket). Поред сваког викета стоји по један ударач, који дрвеном палицом брани викет да га бацач не би погодио и оборио. Бацач се залеће и снажно баца лоптицу са једног краја поља на друго циљајући викет, пре него што стигне до ударача који брани свој викет, лопта најчешће једном удари о тло. За то време други ударач чека знак од саиграча да почну са трчањем да би променили позиције.
Крикет се игра као тимски спорт већ неколико векова. Први пут игра крикет се помиње у једној парохији на југу енглеске, где се свештеници жале да би људи уместо што играју крикет недељом могли доћи на литургију. Данас је популаран у садашњим и бившим чланицама Комонвелта. У неким земљама југоисточне Азије, укључујући Индију, Пакистан, Бангладеш и Шри Ланку, крикет је убедљиво најпопуларнији спорт. Крикет је, такође, важнији спорт у Енглеској, Велсу, Аустралији, на Новом Зеланду, у ЈАР-у, Зимбабвеу и у земљама на Карипским острвима где се говори енглески језик.
Дужина игре - утакмица може да траје од шест или више сати до пет дана - многе паузе за ручак и чај, као и богата терминологија спортских израза су карактеристични за ову игру, што може да збуни оне који је не познају баш најбоље.

## Етимологија
Као извор за термин крикет су биле предложене бројне речи. У најранијим референцама о спорту из 1597. године он се назива creckett. Један могући извор имена је староенглеска реч cricc или cryce са значењем штака или палица. У Семјуел Џонсоновом Речнику, он је извео реч крикет из „cryce, саксонски за мотку“. У старофранцуском, реч criquet изгледа да је значила неку врсту батине или штапа.
Имајући у виду јаке средњовековне трговачке везе између југоисточне Енглеске и Фландријског округа кад је он припадао Бургундском војводству, могуће је да је име изведено из средњовековног холандског (који се користио у Фландрији у то време) krick(-e), са значењем палица (штап). Још један могући извор је средњовековна холандска реч krickstoel, која означава дугу ниску столицу која се користила за клечање у цркви и која подсећа на дуги ниски викет са две ноге који су кориштени у раном крикету. Према Хејнеру Гилмајстеру, експерту за европске језике са Бонског универзитета, реч крикет је изведена из средњовековне холандске фразе хокеј, met de (krik ket)sen (i.e., „потера са штапом“). Гилмајстер сматра да је не само име, већ и сам спорт је фламанског порекла.

## Историја
Крикет се дефинитивно може пратити до Тудорског времена крајем 16. века у Енглеској, иако је било више тврдњи, многе од којих су лажне или без доказе, које су заступале раније датуме из 1301. Најранија дефинитивна референца да се игра крикета играла потиче из евиденције дате у судском предмету из 1598. године, у којем се наводи да се creckett (sic) играо на заједничком земљишту у Гилфорду око 1550. године. Суд у Гуилдфорду чуо је у понедељак, 17. јануара 1597. године (Јулијански датум, једнак 1598. у Грегоријанском календару) изјаву 59-годишњег иследника, Џона Дерика који је сведочио да су када он је био ученик у „Слободној школи у Гилфорду“, педесет година раније, „он и његове колеге трчали и играли [на заједничком земљишту] крикет и друге игре.“
Верује се да је крикет оригинално био дечија игра, мада референце из 1611. указују на то да су и одрасли почели да га играју и да је тада био одржан најранији познати организовани меч међупарохијског или сеоског крикета. Године 1624, играч који се звао Џаспер Вајнал је умро након што је био ударен по глави током меча између два парохијска тима у Сасексу. Током 17. века, бројне референце индицирају пораст популарности крикета у југоисточној Енглеској.

### Раст аматерског и професионалног крикета у Енглеској
Мада је главни циљ игре одувек био да постигне највише бодова, ране форме крикета су се разликовале од модерне игре у појединим техничким аспектима. Бацач би ниско бацао лопту и она би ишла по тлу према ударачу који би користио палицу облика који је подсећао на хокејашку палицу; ударач би бранио ниски, двоштапни викет; и бацања су се називала „ночес” (енгл. notches) пошто су бодови додељивани за додиривање (енгл. notching) штапова викета.
Године 1611, исте године кад је и Котгрејвов речник објављен, записи црквеног суда у Сајдлшаму у Сасексу наводе да двојица парохијана, Бартоломју Вајат и Ричард Латер, нису успели да присуствују црквеној миси на Ускршњу недељу, јер су играли крикет. Они су били кажњени са 12 пенија сваки и наређено им је да изговоре покоре. То је најраније помињање учешћа одраслих особа у крикету и до тога је дошло у истом периоду кад су организовани најранији познати мечеви између парохија или села – у Чивнингу у Кенту.
Крикет је остао на нивоу ограничених локалних иницијатива током већег дела века. Познато је, путем бројних референци нађених у записима случајева судског суда, да пуританци забрањивали бављење овим спортом пре и током комонвелтског периода. Проблем је скоро увек било играње недељом, пошто су пуританци сматрали да је крикет нечист, ако се игра на сабат, посебно ако су присутне велике гомиле и/или ако је било коцкања.
Према историчару друштва Дереку Бирлију, дошло је до „великог пораста заступљености спорта након рестаурације 1660. године”. Коцкање на спортске резултате је постао довољно велики проблем да је Британски парламент одобрио Закон о коцкању из 1664, ограничавајући улоге на £100, што је у сваком случају била колосална сума која је премашивала годишњи приход 99% популације. Заједно са професионалним боксом, коњским тркама и крвавим спортовима, крикет је био попримио репутацију коцкарског спорта. Богати патрони су организовали мечеве са високим улозима, формирајући тимове у којима су они запослили прве професионалне играче. До краја века, крикет се развио у велики спорт који се проширио по целој Енглеској и већ су га енглеска морнарица и колонизатори односили у иностранство - најстарија референца за крикет у иностранству потиче из 1676. године. Сачуван је један новински извештај из 1697. године у коме се каже „одличан меч крикета” је одигран у Сасексу „за педесет гвинеја по комаду” – што је најранији познати меч који се генерално сматра врхунском класом.
Патрони, и други играчи из друштвене класе познате као „џентрије”, почели су да се класификују као „аматери” да би успоставили јасну разлику од vis-à-vis професионалаца, који су увек били чланови радничке класе, чак до те мере да су постојале засебне свлачионице и трпезарије. Џентрије, укључујући тако високо рангиране племиће као што је војвода од Ричмонда, користили су своју племићку дужност кода части да захтевају права лидерства на свим спортским такмичењима у којима су учествовали, посебно зато што је било неопходно да играју заједно са онима који су им били „друштвено инфериорни”, да би могли да освоје своје опкладе. Временом се развила перцепција да је типични аматер који је играо крикет прве класе, до 1962. кад је аматеризам био укинут, био неко са образовањем из престижне јавне школе, ко је студирао било на универзитету у Кембриџу или Оксфорду – друштво је инсистирало да су такви људи „официри и господа” чија је судбина била да пруже лидерство. У чисто финансијском смислу, крикетски аматер би теоретски само потраживао трошкове за играње, док би је његов професионални колега играо по уговору и имао би плату или надокнаду по мечу; у пракси, многи аматери су наводили издатке веће од стварних трошкова, те је подругљиви израз „шаматер” био је скован како би описао синдром.

## Женски крикет
Женски крикет је први пут уведен у Сиднеју 1745. године. Међународни развој је почео почетком 20. века, а први тестни меч је одигран између Аустралије и Енглеске у децембру 1934. године. Следеће године су им се придружиле жене из Новог Зеланда, а 2007. године, жене из Холандије су постале десета тестна нација, када су дебитовале против жена из Јужне Африке. Године 1958. основано је Међународно веће крикета за жене (оно је спојено са Међународним већем крикета 2005. године). Године 1973. први Крикетски светски куп било које врсте је одржан, кад је у Енглеској одржан Женски светски куп. Године 2005, Међународно женско крикетско веће је било спојено са Међународним већем крикета и формирано је уједињено тело намењено поспешивању развоја крикета. ICC рангирање за жене је започето дана 1. октобра 2015. године, и њиме су покривена три формата женског крикета. У октобру 2018, у складу са ICC одлуком да додели Т20 међународни статус свим члановима, женско рангирање је подељено у засебне ODI (за пуне чланове) и T20I спискове.

## Управљање
Међународно веће крикета (енгл. International Cricket Counci - ICC), које има своје седиште у Дубаију, је глобално управно тело крикета. Оно је основано као Империјална крикетска конференција 1909. године са представницима из Енглеске, Аустралије и Јужне Африке. Организација је преименована у Међународну кретску конференцију 1965. године, и попримила је садашње име 1989. године. Организација је 2017. године имала 105 земаља чланица, дванаест од којих имају пуно чланство и могу да играју тест крикет. Међународно веће крикета је одговорно за организацију и управу над великим интернационалним турнирима крикета, нарочито мушком и женском верзијом Светског купа у крикету. Она исто тако поставља судије и посреднике који служе на свим санкционисаним Тест мечевима, Limited Overs Internationals и Twenty20 Internationals.
Свака земља чланица има национални одбор за крикет који регулише мечеве крикета који се играју у њиховој земљи, бира националну екипу, и организује домаће и гостујуће туре националног тима. У Западној Индији, која је за сврху крикета федерација нација, овим питањима се бави Крикет Западне Индије.

## Игра

### Терен
Терен је травнато поље налик елипси димензија 130 са 110 метара. На средини се налази правоугаоно поље у коме се одиграва главна игра, оно је дужине 20 метара и ширине 3 метра (Pitch). Оно може бити направљено од ниско покошене траве, тепиха или гуме. На крајевима тог поља налазе се по три дрвена штапа са пречкицама преко (Vicket).

### Лоптица
Лоптица је од plute i пресвучена је kozom, може бити тамноцрвене или беле боје. Тешка је око 160 грама и обима око 23 центиметра.

### Палица
Палице се праве од дрвета има више величина. Гледа се у односу на узраст, конституцију и у односу на то шта играчу одговара.

### Формати игре
Крикет се игра у више формата. Најкраћа форма крикета је такозвана "Т20", она је уједно и најпопуларнија форма крикета. Поред ове постоје још и "Т40" и "Тест крикет" који се играју знатно дуже.

### Крикет у Србији

#### Историја
- 2007. Крикет је у Србији коначно покренут октобра 2007. године када су крикет ентузијасти Харис Дајч, Ненад Дугић, Дарко Ивић, Владимир Нинковић, и Амбериш Саранг уз помоћ Британске и Индијске амбасаде почели да организују прве тренинге.
- 2008. Прва два клуба, Стари Град и Миријево, основана су у Београду.
- 2009. Први пут почињу да се одржавају државна првенства у верзијама од 40 и 20 овера, као и "Т20" и "6-а-side Kup" Србије.
- 2009. Крикет федерација Србије (КФС) основана је (17. новембра).
- 2010. Репрезентација Србије дебитује на међународним такмичењима.
- 2011. Репрезентација Србије бележи највећи успех, на Еуро Т20 турниру у Будимпешти, наша селекција долази до полуфинала.
- 2011. КФС постаје чланица Спортског савеза Србије (ССС) (јануара).
- 2013. Крикет улази на буџет Министарства омладине и спорта (МОС).
- 2015. КФС постаје придружени члан Међународног крикет савета - ICC (јуна).
- 2015. Покренута такмичења млађих категорија у конкуренцији пионира (млађи до 13 и старији до 15 година).

#### Клубови у Србији
1. Крикет клуб "Стари град"
2. Крикет клуб "Миријево"
3. Крикет клуб "Дунав"
4. Крикет клуб "Сава"
5. Крикет клуб "McKenzie"
6. Крикет клуб "Bodrog Deers"